# Scolecithricella longispinosa
Scolecithricella longispinosa is een eenoogkreeftjessoort uit de familie van de Scolecitrichidae. De wetenschappelijke naam van de soort is voor het eerst geldig gepubliceerd in 1965 door Chen & Zhang.